# Pont del Plomall
El Pont del Plomall és un pont romànic del terme d'Abella de la Conca, a la comarca del Pallars Jussà, en territori del poble de Bóixols.

El Pont del Plomall, respecte del terme d'Abella de la Conca

Està situat al sud del poble de Bóixols, al costat nord de Cal Plomall, a migdia del Forat d'Abella. El pont, i el camí que arriba a ell, és empedrat i estret. Passa per sobre el riu Rialb, afluent per la dreta de la Noguera Pallaresa.